# Харал
Хара́л (калм. Харал) — проклятие, пожелание зла другому, фольклорный жанр калмыцкого народного поэтического творчества, является противоположностью йоряла.

## Употребление
По народному калмыцкому поверью, харалы служили защитой от несчастий и угрозы другого человека. Считается, что харалы первоначально использовались при обряде, который должен был предохранять от сглаза, плохих предзнаменований и позднее трансформировались в проклятие.
Записей харалов не сохранилось, потому что они применялись только в крайних случаях. Считалось, что даже само его произнесение является величайшим поступком. Однако харал сохранился в калмыцком обряде, который называется «Отрезание чёрного языка» ("Хаара келни утулhан"). Этот обряд совершался в том случае, когда существовало проклятие, произнесённое недоброжелателем. Совершение этого обряда знаменовало собой защиту от проклятия. Зая-Пандита сочинил молитву «Письмо чёрного языка» («Хара келни бичиг») для совершения этого обряда на основе тибетского источника. Эта молитва была написана им в качестве комментария одного из его переводов. «Письмо чёрного языка» было широко распространено в рукописном виде среди калмыков и считалось, что она имеет силу против харала, дурных снов, зависти людей и могла даже избавить от проклятия отца и матери. Молитва «Письмо чёрного языка» упоминается Рантнабахадрой в книге «Лунный свет: История рабджам Зая-Пандиты» («Равжам Зая-пандитын тууж Сарын герел кемәх оршва») как одно из сочинений Зая-Пандиты.
В сочинении XVI века неизвестного автора «Сказание о поражении монголов дербен-ойратами» («Дөрвн өөрд монhлыг дарсн туужи») имеется образец харала. Монгольский хан Убаши хун-тайджи приказал принести в жертву мальчика. Опасаясь проклятия, Убаши хун-тайджи решил совершить жертвоприношение своему знамени. Перед смертью мальчик, как требовал обычай, должен был произнести йорял своему хану. В устах мальчика йорял превратился в харал. Мальчик пожелал смерти Убаши и разгрома всего его войска. Этот харал возымел действие — воины Убаши были потрясены харалом, не могли воевать со своим врагом и войска хана Убаши было разбито.

## Сегодня
Обряд «Отрезание чёрного языка» сохранился у калмыков до нашего времени. Чтобы избежать проклятия или его последствий современные калмыки обращаются за помощью к «знающим людям», которые совершают обряд. Сутью обряда является отрезание кончика верёвки, которая символизирует собой «злой язык» недоброжелателя. Первое научное исследование о харале и обряде «Отрезание чёрного языка» написал в 1904 году калмыцкий учёный Номто Очиров в своей статье «Йорелы, харалы и связанный со вторым обряд „хара келе утулган“ у калмыков». В архиве КИГИ РАН хранятся несколько так называемых обрядников «Отрезания чёрного языка».